# Clément Beaud
Clément Beaud (né le 7 décembre 1980) est un footballeur camerounais. Il est médaillé d'or aux JO 2000 de Sydney avec le Cameroun.